# Sportjahr 1913
Liste der Sportjahre

◄◄ | ◄ | 1909 | 1910 | 1911 | 1912 | Sportjahr 1913 | 1914 | 1915 | 1916 | 1917 | ► | ►►

Weitere Ereignisse
| Chronologie             | Chronologie                                                                                    |
| ----------------------- | ---------------------------------------------------------------------------------------------- |
| 25. bis 27. Januar      | Eishockey-Europameisterschaft 1913                                                             |
| 1./2. Februar           | Eiskunstlauf-Europameisterschaft der Männer                                                    |
| ab 4. Februar           | Fernöstliche Spiele in Manila                                                                  |
| 10./11. Februar         | Eiskunstlauf-Weltmeisterschaft der Frauen                                                      |
| 23. Februar             | Eiskunstlauf-Weltmeisterschaft der Männer                                                      |
| 27. Februar bis 2. März | All England Meisterschaften im Badminton                                                       |
| 1. März                 | Die International Lawn Tennis Federation wird gegründet.                                       |
| 13. März                | Oxford gewinnt das Boat Race gegen Cambridge.                                                  |
| 6. bis 22. Mai          | 5. Giro d’Italia                                                                               |
| 7. Juni                 | Hudson Stuck gelingt die Erstbesteigung des Mount McKinley.                                    |
| 2. August               | Christos Kakalos, Fred Boissonnas und Daniel Baud-Bovy gelingt die Erstbesteigung des Mytikas. |
| 18. bis 24. August      | 1. Internationale Sechstagefahrt                                                               |

## Ereignisse

### Disziplinenübergreifende Veranstaltungen
- 4. Februar: In Manila auf den Philippinen eröffnet Generalgouverneur William Cameron Forbes die ersten Fernöstlichen Spiele, die Vorläufer der Asienspiele. Sechs Nationen nehmen an den Spielen teil.

### Alpinismus

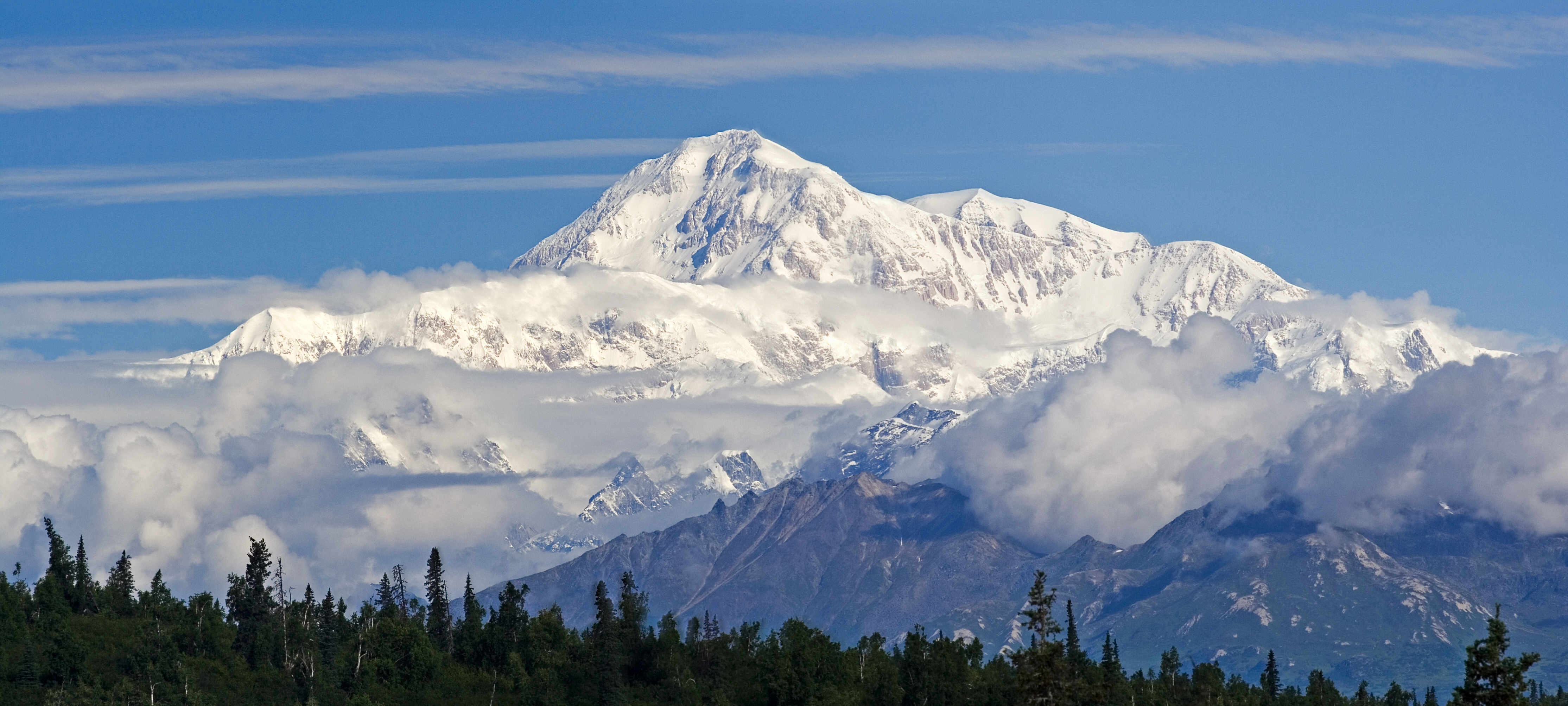
Der Denali oder Mt. McKinley

- 7. Juni: Hudson Stuck, Harry Karstens, Walter Harper und Robert Tatum gelingt die Erstbesteigung des Mount McKinley, des mit 6.194 Metern höchsten Berges Nordamerikas.
- 2. August: Der Grieche Christos Kakalos und die Schweizer Fred Boissonnas und Daniel Baud-Bovy besteigen als erste Menschen den Mytikas, den Hauptgipfel des Olymp und damit den höchsten Berg Griechenlands.

### Badminton
Höhepunkte des Badmintonjahres 1913 waren die All England, die Irish Open, die Scottish Open und die French Open.

#### Internationale Veranstaltungen
| Veranstaltung | Herreneinzel       | Dameneinzel            | Herrendoppel                        | Damendoppel                            | Mixed                                     |
| ------------- | ------------------ | ---------------------- | ----------------------------------- | -------------------------------------- | ----------------------------------------- |
| All England   | Guy Sautter        | Lavinia Clara Radeglia | Frank Chesterton George Alan Thomas | Hazel Hogarth Mary K. Bateman          | Guy Sautter M. E. Mayston                 |
| French Open   | George Alan Thomas | Lavinia Clara Radeglia | Dorothy Bisgood Robert McCallum     | Lavinia Clara Radeglia Mary K. Bateman | George Alan Thomas Lavinia Clara Radeglia |
| Irish Open    | George Alan Thomas | -                      | Guy Sautter George Alan Thomas      | Louisa Plews Margaret Tragett          | Guy Sautter Hazel Hogarth                 |
| Scottish Open | George Alan Thomas | Lavinia Clara Radeglia | James Crombie H. J. H. Inglis       | Lavinia Clara Radeglia W. S. Gill      | George Alan Thomas Lavinia Clara Radeglia |

### Fechten
- Die Fédération Internationale d’Escrime wird gegründet.
- Julius Lichtenfels wird bei den Deutschen Fechtmeisterschaften 1913 deutscher Florettmeister.

### Fußball
- Die Real Federación Española de Fútbol wird gegründet.
- Die United States Football Association wird gegründet.
- Deutsche Fußballmeisterschaft 1912/13
- Italienische Fußballmeisterschaft 1912/13
- Österreichische Fußballmeisterschaft 1912/13
- Schweizer Fussballmeisterschaft 1912/13
- Süddeutsche Fußballmeisterschaft 1912/13
- Westdeutsche Fußballmeisterschaft 1912/13

### Gewichtheben
- 28./29. Juli: Weltmeisterschaften im Gewichtheben 1913 in der Jahrhunderthalle in Breslau

### Hockey
- Der Österreichische Hockeyverband wird gegründet.

### Leichtathletik

#### Leichtathletik-Meisterschaften
- 16. März/25. Mai in Turku / 14./15. Juni (Frauen) in Turku / 19./20. Juli in Helsinki / 30./31. August in Pori: Finnische Leichtathletik-Meisterschaften 1913

#### Leichtathletik-Weltrekorde

##### Sprint
- 28. September: Lisie Nyström, Finnland, läuft die 200 Meter der Frauen in 29,7 s.

##### Mittelstreckenlauf
- 22. Juni: Georg Mickler, Deutschland, läuft die 1000 Meter der Männer in 2:32,3 min. Er ist damit der erste Deutsche, der einen Leichtathletik-Weltrekord in einer Einzeldisziplin aufstellt.

##### Langstreckenlauf
- 31. Mai: Alexis Ahlgren, Schweden, läuft den Marathon der Männer in 2:36:07 h.

##### Gehen
- 13. August: Émile Anthoine, Frankreich, geht die 20.000 Meter Gehen der Männer in 1:37:57 h.

##### Sprungdisziplinen
- 7. April: Ellen Hayes, USA, springt in der Kategorie Weitsprung der Frauen 5 Meter.

##### Wurfdisziplinen
- 17. August: Pat Ryan, USA, wirft im Hammerwurf der Männer 57,77 m, ein Rekord, der erst 1937 gebrochen werden kann.

### Motorsport

Keswick im Lake District, Schauplatz der 1. Internationalen Sechstagefahrt

- 18. August: In Carlisle startet mit der 1. Internationalen Sechstagefahrt der erste durch die Fédération Internationale des Clubs Motocyclistes (FICM) ausgeschriebene internationale Motorradsport-Wettkampf.

### Radsport
- April: Die Flandern-Rundfahrt wird auf Anregung des Sportjournalisten Karel Van Wijnendaele erstmals durchgeführt. Aktueller Anlass ist der Sieg des ersten Belgiers bei der Tour, Odiel Defraeye, im Jahr 1912. Das populärste Eintagesrennen Belgiens wird heute zu den fünf sogenannten Monumenten des Radsports gezählt.

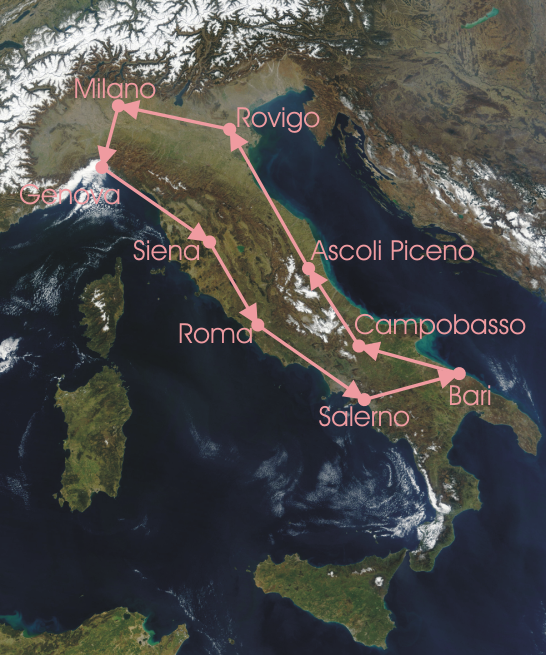
Streckenverlauf des Giro

- 6. bis 22. Mai: Der Italiener Carlo Oriani gewinnt den aus neun Etappen bestehenden 5. Giro d’Italia, ohne eine einzige Etappe zu gewinnen.
- 28. Juni bis 26. Juli: Der Belgier Philippe Thys gewinnt erstmals die Tour de France. Mit 22 Jahren ist er einer der jüngsten Tour-Sieger aller Zeiten.
- Der erste Circuit du Midi wird parallel zur Tour de France ausgetragen und ist für Fahrer ohne Teams reserviert. Erster Sieger wird Frank Henry.

Sprint-Finale der Amateure (v. l. n. r.): Christel Rode, William Bailey und Harry Ryan

- 23./24. August: Bei den UCI-Bahn-Weltmeisterschaften 1913 der Amateure in Berlin-Grunewald auf der Bahn im Kaiser-Wilhelm-Stadion gewinnen trotz einer Übermacht an deutschen Teilnehmern zwei Engländer: William Bailey siegt im 1000-Meter-Sprint, Leon Meredith kann das 100-km-Steherrennen für sich entscheiden.
- 28. bis 31. August: Bei den UCI-Bahn-Weltmeisterschaften 1913 der Berufsfahrer auf der Radrennbahn in Leipzig-Lindenau wird der Deutsche Walter Rütt Weltmeister der Profi-Sprinter. Das Steherrennen gewinnt der Franzose Paul Guignard.
- Die Subida à Glória in Lissabon wird erstmals mit mehreren Teilnehmern ausgetragen.
- Die Distanzradfahrt Wien–Berlin wird zum fünften Mal durchgeführt.

### Ringen
- 27./28. Juli: Bei den Ringer-Weltmeisterschaften 1913 in der Jahrhunderthalle in Breslau ist Schweden die erfolgreichste Nation.
- Mai: In Budapest werden Inoffizielle Ringer-Europameisterschaften 1913 abgehalten. Ungarn ist bei dieser Veranstaltung vor Schweden die erfolgreichste Nation.

- Deutsche Ringermeisterschaften 1913

### Rudern
- 13. März: Oxford besiegt Cambridge im Boat Race in 20′53″.

### Tennis
- 1. März: In Paris wird die International Lawn Tennis Federation gegründet.
- 24. Juni bis 8. Juli: Wimbledon Championships 1913
- 25. bis 28. Juli: International Lawn Tennis Challenge 1913

### Turnen

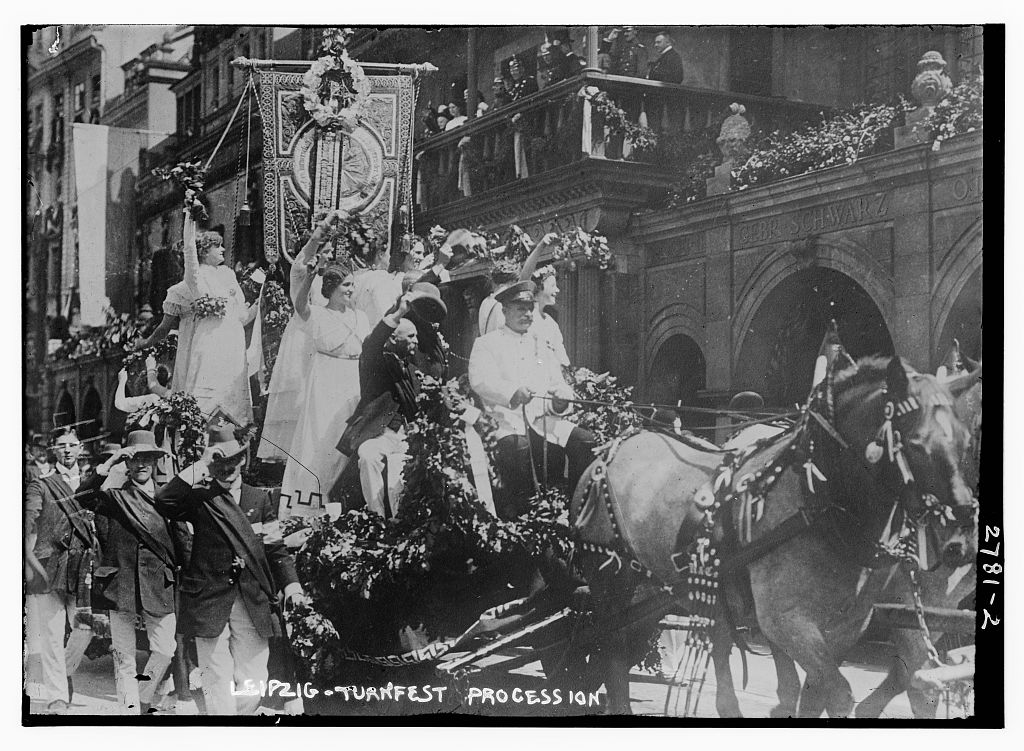
12. Deutsches Turnfest in Leipzig

- 12. bis 16. Juli: In Leipzig wird das 12. Deutsche Turnfest abgehalten.

### Wintersport
- 7. bis 16. Februar: In Stockholm und Östersund wird die vierte Auflage der Nordischen Spiele durchgeführt.

#### Eishockey / Bandy
- 25. bis 27. Januar: Belgien gewinnt die Eishockey-Europameisterschaft 1913 vor Böhmen und dem Deutschen Reich.
- 22. bis 24. Februar: In St. Moritz in der Schweiz wird die LIHG-Meisterschaft 1913 ausgetragen. Das Turnier der Ligue Internationale de Hockey sur Glace (LIHG) wird in zeitgenössischen Zeitungen als Weltmeisterschaft bezeichnet und steht in Konkurrenz zur Eishockey-Europameisterschaft. Deutschland, vertreten durch den Berliner Schlittschuhclub, gewinnt das Turnier wie im Vorjahr mit einer Bilanz von drei Siegen aus vier Spielen.
- Der Club des Patineurs de Paris gewinnt den fünften Coupe de Chamonix.
- In der Schweiz findet die erste Europameisterschaft im Bandy statt.

#### Eiskunstlauf
- 1./2. Februar: Bei der Eiskunstlauf-Europameisterschaft 1913 gewinnt der Schwede Ulrich Salchow seinen neunten und letzten Europameistertitel. Dahinter kommen Andor Szende aus ungarischen Teil und Willy Böckl aus dem österreichischen Teil der Habsburgermonarchie auf die Plätze zwei und drei.
- 10./11. Februar: Bei der im Rahmen der Nordischen Spiele durchgeführten Eiskunstlauf-Weltmeisterschaften 1913 der Damen in Stockholm erringt die Ungarin Opika von Méray Horváth ihren zweiten Weltmeistertitel vor der Britin Phyllis Johnson. Im Paarlauf sind Helene Engelmann und Karl Mejstrik aus Österreich erfolgreich.
- 23. Februar: Bei den Eiskunstlauf-Weltmeisterschaften 1913 der Herren in Wien triumphieren die Eiskunstläufer aus Österreich-Ungarn: Der Österreicher Fritz Kachler siegt vor seinem Landsmann Willy Böckl. Dritter wird Andor Szende aus dem ungarischen Reichsteil.
- Der österreichische Eiskunstläufer Alois Lutz zeigt erstmals im Wettbewerb den nach ihm benannten Sprung.

#### Schlittensport
- In Dresden wird der Internationale Schlittensportverband gegründet.

#### Skispringen
- 16. Februar: Der Norweger Ragnar Omtvedt, der seit dem Vorjahr für die Vereinigten Staaten startet, erreicht beim Skispringen auf dem Wolverine Hill in Ironwood, USA, die Weite von 51,5 Metern und springt damit als erster Mensch über 50 Meter.

### Vereinsgründungen
- 10. April: Der Fußballverein Slawia Sofia wird unter dem Namen SK Slawija Sofija bei gleichzeitiger Fusion mit den Vereinen Botew Sofija und Raswitie Sofija in der bulgarischen Hauptstadt Sofia als erster professioneller Klub gegründet. Der Student Dimitar Blagoew wird zum ersten Präsidenten gewählt.
- 14. Juni: Im spanischen Santander wird der Fußballverein Racing Santander gegründet, der ein Jahr später das Attribut Real erhält.
- 29. Juni: Italienische Einwanderer gründen im brasilianischen Caxias do Sul den Sportverein EC Juventude. Am 20. Juli erfolgt das erste Spiel gegen den FC Serrano, das mit 4:0 gewonnen wird. Juventude gewinnt in der Folge alle seine Spiele bis zum 8. März 1915.
- 31. August: Der PSV Eindhoven wird als Werksverein des Unternehmens Philips gegründet.
- 1. November: Mit dem Clube de Futebol União wird in Funchal auf Madeira einer der ältesten Fußballvereine Portugals gegründet.

### Sonstiges

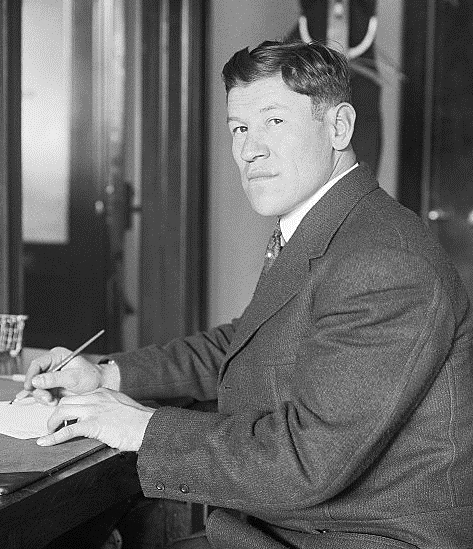
Jim Thorpe im Jahr 1913

- 26. Mai: Das Internationale Olympische Komitee (IOC) disqualifiziert den Olympiasieger James Thorpe wegen Verstoßes gegen die strengen Amateurregeln und sperrt ihn auf Lebenszeit. Thorpe wird erst 1983, dreißig Jahre nach seinem Tod, vom IOC rehabilitiert.

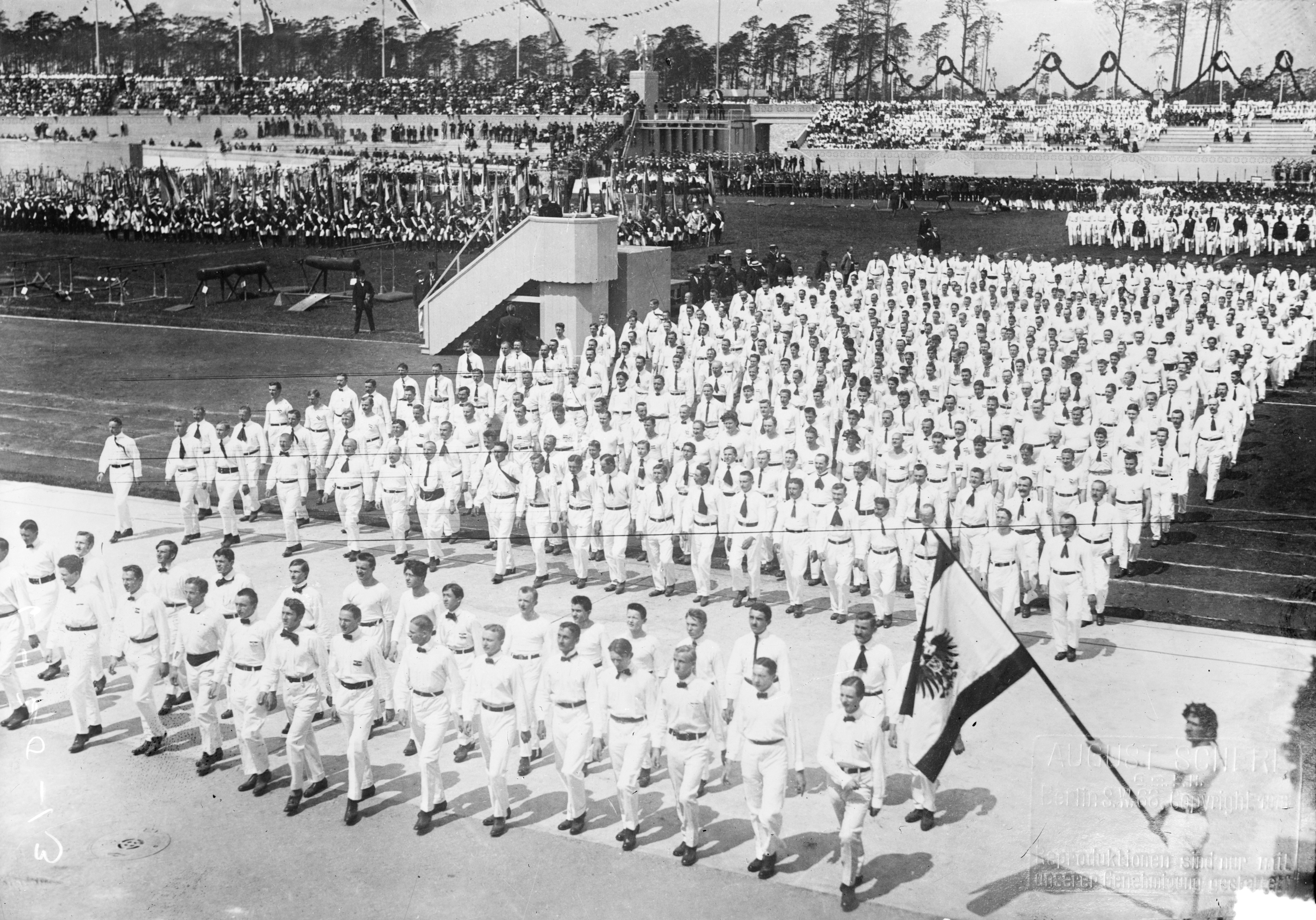
Turnerparade zur Eröffnung des Stadions

- 8. Juni: Das für die Olympischen Spiele 1916 geplante Deutsche Stadion in Berlin wird eingeweiht.
- 6. September: Im Londoner Stadtteil Highbury wird das Highbury, Heimstätte von Woolwich Arsenal, eröffnet.

- Pierre de Coubertin entwirft die olympischen Ringe.
- Das Sveriges Olympiska Kommitté wird gegründet.
- Die Renntaube Der König von Rom gewinnt ein Taubenrennen von Rom nach London.

## Geboren

### Januar
- 01. Januar: Gorō Adachi, japanischer Skispringer († 1999)
- 02. Januar: Jan Maciejko, polnischer Eishockeytorhüter und -trainer († 1993)
- 03. Januar: Erich Koschik, deutscher Kanute († 1985)
- 05. Januar: César Marcelak, französischer Radrennfahrer († 2005)
- 05. Januar: István Molnár, ungarischer Wasserballspieler († 1983)
- 09. Januar: Juan Carlos Anderson, argentinischer Leichtathlet († 2005)
- 11. Januar: Franz Aschenwald, österreichischer Skisportler und Skisporttrainer († 1945)
- 13. Januar: Alfred Mohr, österreichischer Radrennfahrer und Radsporttrainer († unbekannt)
- 14. Januar: Tatsuhara Motoo, japanischer Fußballspieler († 1984)
- 16. Januar: Wanda Nowak, österreichische Leichtathletin († 1977)
- 16. Januar: Gertrude Wilhelmsen, US-amerikanische Leichtathletin († 2005)
- 20. Januar: Tollien Schuurman, niederländische Leichtathletin († 1994)
- 20. Januar: Attila Szekrényessy, ungarischer Eiskunstläufer († 1995)
- 21. Januar: Johann Lahr, tschechoslowakisch-deutscher Skisportler († 1942)
- 22. Januar: Ruben Carlsson, schwedischer Eishockeyspieler († 2004)
- 22. Januar: James Cristy, US-amerikanischer Schwimmer († 1989)
- 22. Januar: Kalervo Toivonen, finnischer Speerwerfer († 2006)
- 23. Januar: Herbert Runge, deutscher Boxer († 1986)
- 25. Januar: Robey Leibbrandt, südafrikanischer Boxer († 1966)
- 26. Januar: Richard Vogt, deutscher Boxer († 1988)
- 26. Januar: Gerrit van Wees, niederländischer Radrennfahrer († 1995)
- 27. Januar: Mary Frizzell, kanadische Leichtathletin († 1972)
- 27. Januar: Helmuth Schwenn, deutscher Wasserballspieler († 1983)
- 28. Januar: Bob Clark, US-amerikanischer Leichtathlet († 1976)
- 30. Januar: Odd Frantzen, norwegischer Fußballspieler († 1977)
- 30. Januar: Nakanishi Michi, japanische Leichtathletin († 1991)
- 30. Januar: Athos Tanzini, italienischer Fechter († 2008)
- 31. Januar: Mario Gentili, italienischer Radrennfahrer († 1999)
- 31. Januar: Don Hutson, US-amerikanischer American-Football-Spieler und -Trainer († 1997)
- 31. Januar: Wayne Millner, US-amerikanischer American-Football-Spieler und -Trainer († 1976)

### Februar
- 01. Februar: Gaynell Tinsley, US-amerikanischer American-Football-Spieler und -Trainer († 2002)
- 04. Februar: Richard Seaman, britischer Automobilrennfahrer († 1939)
- 07. Februar: Lydia Eberhardt, deutsche Leichtathletin († 1997)
- 07. Februar: Hanni Hölzner, deutsche Schwimmerin († 1988)
- 07. Februar: Peter Ward, britischer Leichtathlet († 2009)
- 08. Februar: Roland Ulrich, französischer Radrennfahrer († 1971)
- 08. Februar: Stanley West, britischer Leichtathlet († 2001)
- 09. Februar: Virgilius Altmann, österreichischer Radrennfahrer († 1943)
- 09. Februar: Günther Gehmert, deutscher Leichtathlet († 1940)
- 09. Februar: Gertruda Kilosówna, polnische Leichtathletin († 1938)
- 09. Februar: Astrid Krebsbach, deutsche Tischtennisspielerin († 1995)
- 11. Februar: Masaji Kiyokawa, japanischer Schwimmer und Sportfunktionär († 1999)
- 11. Februar: Wladimir Sak, ukrainischer Schachspieler († 1994)
- 12. Februar: Anni Steuer, deutsche Leichtathletin († nach 1995)
- 14. Februar: Bayliss Levrett, US-amerikanischer Automobilrennfahrer († 2002)
- 14. Februar: Andrzej Wołkowski, polnischer Eishockeyspieler und -trainer († 1995)
- 15. Februar: Ernst Berger, Schweizer Nordischer Kombinierer († 2003)
- 15. Februar: Erich Eliskases, österreichischer und argentinischer Schachmeister († 1997)
- 16. Februar: Donald Favor, US-amerikanischer Leichtathlet († 1984)
- 16. Februar: Hermann Schild, deutscher Radrennfahrer († 2006)
- 17. Februar: Erich Joch, deutscher Leichtathlet († 2003)
- 18. Februar: Julien Buge, französischer Fußballspieler († 1940)
- 18. Februar: Walter Werginz, österreichischer Fußballspieler († unbekannt)
- 19. Februar: Dick Weisgerber, US-amerikanischer American-Football-Spieler († 1984)
- 21. Februar: Roger Laurent, belgischer Motorrad- und Automobilrennfahrer († 1997)
- 22. Februar: Xaver Frick, liechtensteinischer Leichtathlet und Skilangläufer († 2009)
- 23. Februar: Charles Leonard, US-amerikanischer Moderner Fünfkämpfer († 2006)
- 24. Februar: Jean-Pierre Hagnauer, französischer Eishockeyspieler († 1986)
- 25. Februar: Bruno Da Col, italienischer Skispringer († 1995)
- 25. Februar: Lawrence Stevens, südafrikanischer Boxer († 1989)
- 26. Februar: Bogdan Jantschew, bulgarischer Radrennfahrer († unbekannt)
- 27. Februar: Ignazio Dionisi, italienischer Eishockeyspieler († 1994)

### März
- 01. März: Nathan Bor, US-amerikanischer Boxer († 1972)
- 01. März: Hans Schwartz, deutscher Fußballspieler († 1991)
- 02. März: François Aupetit, französischer Boxer († 1945)
- 02. März: Duke Nalon, US-amerikanischer Automobilrennfahrer († 2001)
- 04. März: Herta Fey, deutsche Schwimmerin († 1992)
- 05. März: Tibor Kemény, ungarischer Fußballspieler und -trainer († 1992)
- 05. März: Bohumil Kosour, tschechoslowakischer Skisportler († 1997)
- 05. März: Josef Stroh, deutscher und österreichischer Fußballspieler († 1991)
- 06. März: José Magnani, brasilianischer Radrennfahrer († 1966)
- 06. März: Josef Paar, deutscher Ringer († 1997)
- 10. März: Robert Bernard, deutscher Fußballspieler († 1990)
- 12. März: Teobaldo Depetrini, italienischer Fußballspieler und -trainer († 1996)
- 13. März: Olga Jensch-Jordan, deutsche Wasserspringerin und Trainerin († 2000)
- 15. März: Jack Fairman, britischer Automobilrennfahrer († 2002)
- 18. März: Franz Wismayer, maltesischer Wasserballspieler († 2003)
- 19. März: José Villanueva, philippinischer Boxer († 1983)
- 20. März: Jānis Rozītis, lettischer Eishockey- und Fußballspieler († 1942)
- 20. März: Nikolai Stepulov, estnischer Boxer und Boxtrainer († 1968)
- 21. März: George Abecassis, britischer Automobilrennfahrer († 1991)
- 21. März: Franz Brunner, österreichischer Feldhandballspieler († 1991)
- 22. März: Max Hofmeister, österreichischer Fußballspieler († 2000)
- 22. März: George Svendsen, US-amerikanischer American-Football-Spieler († 1995)
- 22. März: Leopold Wohlrab, österreichischer Feldhandballspieler († 1981)
- 23. März: Gustav Sjöberg, schwedischer Fußballtorhüter und -trainer († 2003)
- 25. März: Oskar Nowak, österreichischer Eishockeyspieler († 1989)
- 26. März: Franz Eichberger, österreichischer Leichtathlet († 2004)
- 27. März: Ernest Mengel, luxemburgischer Fußballspieler († 1968)
- 27. März: Ciril Praček, jugoslawischer Skirennläufer († 2000)
- 28. März: Kurt Dossin, deutscher Handballspieler, -trainer und -funktionär († 2004)
- 30. März: Rudolf Noack, deutscher Fußballspieler († 1948)
- 31. März: Nils Åkerlindh, schwedischer Ringer († 1992)
- 31. März: Josef Kahl, tschechoslowakischer Skispringer († 1942)

### April
- 01. April: Harald Hedjerson, schwedischer Skisportler († 1966)
- 01. April: René van Hove, niederländischer Radrennfahrer († 1997)
- 02. April: Benny Lynch, britischer Boxer († 1946)
- 02. April: Arne Petersen, dänischer Radrennfahrer († 1990)
- 02. April: Ruudi Toomsalu, estnischer Leichtathlet († 2002)
- 04. April: Folke Lind, schwedischer Fußballspieler († 2001)
- 06. April: Julie Schmitt, deutsche Kunstturnerin († 2002)
- 08. April: Anwar Misbah, ägyptischer Gewichtheber († 1998)
- 10. April: Duke Dinsmore, US-amerikanischer Automobilrennfahrer († 1985)
- 10. April: Ernest Mills, britischer Radrennfahrer († 1972)
- 10. April: Walter Schönrock, deutscher Leichtathlet († 1996)
- 12. April: Fritz Fromm, deutscher Handballspieler und -trainer († 2001)
- 13. April: Dave Albritton, US-amerikanischer Leichtathlet († 1994)
- 19. April: Ken Carpenter, US-amerikanischer Leichtathlet († 1984)
- 20. April: Tsutomu Ōyokota, japanischer Schwimmer († 1970)
- 20. April: Roger Rochard, französischer Leichtathlet († 1993)
- 24. April: Hermann Gramlich, deutscher Fußballspieler († 1942)
- 27. April: Luz Long, deutscher Leichtathlet († 1943)
- 27. April: Mario Maiocchi, italienischer Eishockeyspieler († 1996)
- 28. April: Walter Richli, Schweizer Radrennfahrer († 1944)
- 29. April: Edgar Ablowich, US-amerikanischer Leichtathlet († 1998)
- 29. April: Hans Lodermeier, deutscher Motorradrennfahrer († 2000)
- 29. April: Erwin Nöldner, deutscher Arbeitersportler und Widerstandskämpfer († 1944)
- 30. April: Willy Schäfer, Schweizer Handballspieler († 1980)
- 30. April: Suzuki Yasuo, japanischer Fußballspieler († 2000)

### Mai
- 01. Mai: Alfred Kienzle, deutscher Wasserballspieler († 1940)
- 01. Mai: Dumitru Panaitescu, rumänischer Boxer († unbekannt)
- 05. Mai: Duane Carter, US-amerikanischer Automobilrennfahrer († 1993)
- 05. Mai: Pug Manders, US-amerikanischer American-Football-Spieler († 1985)
- 05. Mai: Bob McLeod, kanadischer Radrennfahrer († 1958)
- 06. Mai: Käthe Sohnemann, deutsche Kunstturnerin († 1997)
- 08. Mai: André Gardère, französischer Fechter († 1977)
- 10. Mai: Kees Pellenaars, niederländischer Radrennfahrer und -funktionär († 1988)
- 14. Mai: Robert Duis, deutsch-kanadischer Basketballspieler († 1991)
- 14. Mai: Erika Richter, deutsche Tischtennisspielerin († 2000)
- 17. Mai: Waldemar de Brito, brasilianischer Fußballspieler († 1979)
- 17. Mai: Hans Ruesch, Schweizer Automobilrennfahrer, Publizist und Schriftsteller († 2007)
- 19. Mai: Pierre Boncompagni, französischer Automobilrennfahrer († 1953)
- 19. Mai: Karol Zając, polnischer Skirennläufer († 1965)
- 20. Mai: Teodoro Fernández, peruanischer Fußballspieler († 1996)
- 20. Mai: Armando Latini, italienischer Radrennfahrer († 1966)
- 20. Mai: Gustav Slanec, österreichischer Eisschnellläufer († 1974)
- 22. Mai: Carolina Tronconi, italienische Turnerin († 2008)
- 23. Mai: Jenő Brandi, ungarischer Wasserballspieler († 1980)
- 24. Mai: Audrey Brown, britische Leichtathletin († 2005)
- 24. Mai: Jonas Persson, schwedischer Radrennfahrer († 1986)
- 24. Mai: Willy Renz, US-amerikanischer Handballspieler († 1981)
- 26. Mai: Erich Bautz, deutscher Radrennfahrer († 1986)
- 26. Mai: Hervarth Frass von Friedenfeldt, sudetendeutscher Fechter († 1941)
- 26. Mai: Nico van Gageldonk, niederländischer Radrennfahrer († 1995)
- 26. Mai: Henri Honsia, belgischer Kanute († 2004)
- 26. Mai: Josef Manger, deutscher Gewichtheber († 1991)
- 27. Mai: William Rowe, US-amerikanischer Leichtathlet († 1938)
- 28. Mai: Patrick Mitchell-Thomson, 2. Baron Selsdon, britischer Automobilrennfahrer († 1963)
- 29. Mai: Joseph Hasenfus, US-amerikanischer Kanute († 1999)
- 29. Mai: Oskar Steinbach, deutscher Motorradrennfahrer († 1937)

### Juni
- 02. Juni: Edward Boyce, britischer Leichtathlet († 1988)
- 06. Juni: Francis Preston, britischer Regattasegler († 1975)
- 07. Juni: Ülker Pamir, türkischer Skirennläufer († unbekannt)
- 07. Juni: Roberto Porta, uruguayisch-italienischer Fußballspieler und -trainer († 1984)
- 11. Juni: Cedric Liddell, kanadischer Ruderer († 1981)
- 11. Juni: Vince Lombardi, American-Football-Trainer († 1970)
- 12. Juni: Heinrich Keimig, deutscher Handballspieler († 1966)
- 12. Juni: Helge Sivertsen, norwegischer Leichtathlet († 1986)
- 13. Juni: Humberto Mariles Cortés, mexikanischer Oberst und Spring- und Vielseitigkeitsreiter († 1972)
- 14. Juni: Henry Banks, US-amerikanischer Automobilrennfahrer († 1994)
- 15. Juni: Harry Voigt, deutscher Leichtathlet († 1986)
- 18. Juni: Stanisław Marusarz, polnischer Skisportler († 1993)
- 19. Juni: Helene Madison, US-amerikanische Schwimmerin († 1970)
- 21. Juni: Kid Azteca, mexikanischer Boxer († 2002)
- 22. Juni: Josef Böck, deutscher Ringer, Kampfrichter und Sportfunktionär († 1999)
- 23. Juni: Sverre Hansen, norwegischer Fußballspieler († 1974)
- 23. Juni: Lillian Palmer, kanadische Sprinterin († 2001)
- 27. Juni: William Joseph „Willie“ Mosconi, US-amerikanischer Poolbillard-Spieler († 1993)
- 27. Juni: Zdeňka Veřmiřovská, tschechoslowakische Geräteturnerin († 1997)
- 28. Juni: Ernst Fuhrimann, Schweizer Radrennfahrer († unbekannt)
- 28. Juni: Paul Tröger, deutscher Schachmeister († 1992)
- 29. Juni: Earle Meadows, US-amerikanischer Leichtathlet († 1992)

### Juli
- 04. Juli: Ulderico Sergo, italienischer Boxer († 1967)
- 05. Juli: Pieter Gunning, niederländischer Hockeyspieler († 1967)
- 05. Juli: Okayama Tadao, japanischer Skilangläufer und Skisportfunktionär († 1998)
- 09. Juli: Hubert Claessen, DFB-Funktionär, Fußball-Bundesliga-Mitbegründer und Jurist († 2005)
- 11. Juli: Harry Williamson, US-amerikanischer Leichtathlet († 2000)
- 12. Juli: Rafael Montero, chilenischer Radrennfahrer († unbekannt)
- 14. Juli: Giorgio Bocchino, italienischer Fechter († 1995)
- 16. Juli: Friedrich von Stülpnagel, deutscher Leichtathlet († 1996)
- 17. Juli: Segundo Castillo, peruanischer Fußballspieler († 1993)
- 17. Juli: Kálmán Hazai, ungarischer Wasserballspieler († 1996)
- 22. Juli: Edmund Plambeck, deutscher Sportfunktionär († 2001)
- 24. Juli: Kenneth Glass, kanadischer Segler († 1961)
- 24. Juli: Edwin Thacker, südafrikanischer Leichtathlet († 1974)
- 25. Juli: Heinz Wöllner, deutscher Leichtathlet († 1945)
- 27. Juli: Hermann Gablenz, deutscher Motorradrennfahrer († 2000)
- 27. Juli: Glauco Servadei, italienischer Radrennfahrer († 1968)
- 29. Juli: Einar Jónsson, isländischer Badmintonspieler († 2008)
- 30. Juli: Edith Motridge, US-amerikanische Schwimmerin († 2007)

### August
- 02. August: Gheorghe Lichiardopol, rumänischer Sportschütze († 1991)
- 02. August: Jenny Maakal, südafrikanische Schwimmerin († 2002)
- 03. August: Harold Cagle, US-amerikanischer Leichtathlet († 1977)
- 04. August: Ferdinand Kiefler, österreichischer Feldhandballspieler († 1945)
- 04. August: Adrian Quist, australischer Tennisspieler († 1991)
- 04. August: Yunus Nüzhet Unat, türkischer Radrennfahrer († 1999)
- 05. August: Manfred Bues, deutscher Leichtathlet († 2012)
- 06. August: Marcelle Bühler, Schweizer Skirennfahrerin († 2002)
- 07. August: Werner Wägelin, Schweizer Radrennfahrer († 1991)
- 09. August: Adam Baworowski, österreichisch-polnischer Tennisspieler († 1943)
- 10. August: Kalevi Kotkas, finnischer Leichtathlet († 1983)
- 10. August: Edward Rimkus, US-amerikanischer Bobfahrer († 1999)
- 10. August: Gerard Wodarz, polnischer Fußballspieler und -trainer († 1982)
- 11. August: Kurt Frey, deutscher Regattasegler († 1993)
- 12. August: Alexander Alexandrowitsch Kotow, russischer Schachspieler und -autor († 1981)
- 13. August: Fred Davis, englischer Snookerspieler († 1998)
- 14. August: Hermógenes Netto, brasilianischer Radrennfahrer († 1989)
- 15. August: Maria Kwaśniewska, polnische Leichtathletin († 2007)
- 17. August: Oscar Gálvez, argentinischer Automobilrennfahrer († 1989)
- 18. August: Erich Krempel, deutscher Sportschütze († 1992)
- 20. August: Fernand Mermoud, französischer Skilangläufer († 1940)
- 20. August: Josip Pokupec, jugoslawischer Radrennfahrer († 1999)
- 21. August: Fred Agabashian, US-amerikanischer Automobilrennfahrer († 1989)
- 21. August: Cornelius Johnson, US-amerikanischer Leichtathlet († 1946)
- 21. August: Karl Storch, deutscher Leichtathlet († 1992)
- 25. August: Sayed Ali Atta, afghanischer Hockeyspieler († unbekannt)
- 31. August: Andrzej Marusarz, polnischer Skisportler († 1968)
- 31. August: Adolf Schreiber, liechtensteinischer Radrennfahrer († 1983)

### September
- 06. September: Henri Disy, belgischer Wasserballtorhüter († 1989)
- 06. September: Kenneth Kennedy, australischer Eisschnellläufer, Eishockeyspieler und -funktionär († 1985)
- 06. September: Leônidas da Silva, brasilianischer Fußballspieler († 2004)
- 08. September: Mary Carew, US-amerikanische Leichtathletin († 2002)
- 11. September: Paula Pöhlsen, deutsche Kunstturnerin († 2003)
- 12. September: Werner George, deutscher Eishockeyspieler († unbekannt)
- 12. September: Jesse Owens, US-amerikanischer Leichtathlet († 1980)
- 12. September: Shujadin Shuja Shazada, afghanischer Hockeyspieler († unbekannt)
- 13. September: Franz Csöngei, österreichischer Eishockeyspieler und -funktionär († 2004)
- 13. September: Horie Tadao, japanischer Fußballspieler († 2003)
- 14. September: Hans Schneider, österreichischer Eishockeyspieler († 1993)
- 14. September: Severino Varela, uruguayischer Fußballspieler († 1995)
- 17. September: Yada Kimio, japanischer Leichtathlet († 1990)
- 18. September: Walter Volle, deutscher Ruderer († 2002)
- 19. September: Manfred Kersch, deutscher Leichtathlet und Olympiateilnehmer († 1995)
- 20. September: Heinz Kaufmann, deutscher Ruderer († 1997)
- 22. September: Oszkár Abay-Nemes, ungarischer Schwimmer († 1959)
- 23. September: Sándor Tarics, ungarischer Wasserballspieler († 2016)
- 23. September: Ukon Tokutarō, japanischer Fußballspieler († 1944)
- 26. September: Frank Brimsek, US-amerikanischer Eishockeyspieler († 1998)
- 27. September: Norm Malloy, kanadischer Eishockeyspieler († 1964)
- 28. September: Alice Marble, US-amerikanische Tennisspielerin († 1990)
- 29. September: Silvio Piola, italienischer Fußballspieler († 1996)

### Oktober
- 02. Oktober: Alfred König, österreichischer Leichtathlet († 1987)
- 02. Oktober: Annette Rogers, US-amerikanische Leichtathletin und Olympiasiegerin († 2006)
- 02. Oktober: John Sinibaldi, US-amerikanischer Radrennfahrer († 2006)
- 03. Oktober: Bert Sumser, deutscher Leichtathletiktrainer († 2009)
- 04. Oktober: Roman Wörndle, deutscher Skirennläufer († 1942)
- 05. Oktober: Russ Letlow, US-amerikanischer American-Football-Spieler († 1987)
- 05. Oktober: Marian Woyna-Orlewicz, polnischer Skilangläufer und Nordischer Kombinierer († 2011)
- 06. Oktober: Rudolf van der Haar, niederländischer Hockeyspieler († 1943)
- 06. Oktober: Joe Haley, kanadischer Leichtathlet († 1997)
- 06. Oktober: Bruno Parovel, italienischer Ruderer († 1994)
- 08. Oktober: Bernhard Cuiper, deutscher Basketballspieler († 1999)
- 11. Oktober: Bruce Humber, kanadischer Leichtathlet († 1988)
- 11. Oktober: Edmund Schallenberg, US-amerikanischer Handballspieler († 1999)
- 12. Oktober: Edmond Michiels, belgischer Wasserballspieler († 1991)
- 16. Oktober: Imre Harangi, ungarischer Boxer und Boxtrainer († 1979)
- 18. Oktober: Elizabeth Wilde, US-amerikanische Leichtathletin († 2005)
- 22. Oktober: Dionis Sakalak, türkischer Basketballspieler († unbekannt)
- 22. Oktober: Karl Wallmüller, österreichischer Fußballspieler († 1944)
- 25. Oktober: Otto Oehler, US-amerikanischer Handballspieler († 1941)
- 26. Oktober: Sam Francis, US-amerikanischer Leichtathlet († 2002)
- 26. Oktober: Georges Maton, französischer Radrennfahrer († 1998)
- 27. Oktober: Jorge Guerra, chilenischer Radrennfahrer († 2003)
- 27. Oktober: Luigi Piotti, italienischer Automobilrennfahrer († 1971)

### November
- 03. November: Tacettin Öztürkmen, türkischer Radrennfahrer († unbekannt)
- 08. November: Rudolf Harbig, deutscher Leichtathlet († 1944)
- 09. November: Herta Rosmini, österreichische Skirennläuferin († unbekannt)
- 10. November: Käthe Köhler, deutsche Wasserspringerin († 2001)
- 12. November: István Adorján, ungarischer Radrennfahrer († 1987)
- 13. November: Jack Dyer, australischer Fußballspieler († 2003)
- 14. November: Jelisaweta Iwanowna Bykowa, sowjetische Schachspielerin († 1989)
- 15. November: Thomas Bristow, britischer Ruderer († 2007)
- 15. November: Edvard Wangberg, norwegischer Eisschnellläufer († 1983)
- 17. November: Egon Svensson, schwedischer Ringer († 1995)
- 19. November: Gianni Caldana, italienischer Leichtathlet († 1995)
- 19. November: Ferenc Cziráki, ungarischer Handballspieler († 1986)
- 19. November: Germana Malabarba, italienische Turnerin († 2002)
- 20. November: Willy Angst, Schweizer Ringer und Schwinger († unbekannt)
- 20. November: Franz Berghammer, österreichischer Feldhandballspieler († 1944)
- 20. November: Ladislaus Simacek, österreichischer Leichtathlet († 2004)
- 22. November: Henry Cooper, australischer Boxer († 1998)
- 22. November: Peter Jaffe, britischer Segler († 1982)
- 22. November: Jacqueline Vaudecrane, französische Eiskunstläuferin und Eiskunstlauftrainerin († 2018)
- 23. November: Christian Kautz, Schweizer Automobilrennfahrer († 1948)
- 24. November: Gisela Mauermayer, deutsche Leichtathletin († 1995)
- 26. November: Foy Draper, US-amerikanischer Leichtathlet († 1943)
- 27. November: Henri Eberhardt, französischer Ruderer († 1976)
- 27. November: Dezső Frigyes, ungarischer Boxer und Boxtrainer († 1984)
- 27. November: Carl Lorenz, deutscher Radrennfahrer und Radsporttrainer († 1993)
- 28. November: Jaap Kraaier, niederländischer Kanute († 2004)
- 30. November: Roman Stupnicki, polnischer Eishockeyspieler († 1954)

### Dezember
- 01. Dezember: Karl Kainberger, österreichischer Fußballspieler († 1997)
- 04. Dezember: Willibald Stanek, österreichischer Eishockeyspieler († 2007)
- 06. Dezember: Eleanor Holm, US-amerikanische Schwimmerin († 2004)
- 07. Dezember: Eugen Seiterle, Schweizer Handballspieler († 1998)
- 08. Dezember: George Crompton, kanadischer Radrennfahrer († 1971)
- 08. Dezember: Jean-François Van Der Motte, belgischer Radrennfahrer († 2007)
- 12. Dezember: Ferenc Csik, ungarischer Schwimmer († 1945)
- 12. Dezember: Peter Fick, US-amerikanischer Schwimmer († 1980)
- 15. Dezember: Walt Ader, US-amerikanischer Automobilrennfahrer († 1982)
- 15. Dezember: Prudent Joye, französischer Leichtathlet († 1980)
- 16. Dezember: Co Bergman, niederländischer Fußballspieler († 1982)
- 16. Dezember: Buddy Parker, US-amerikanischer American-Football-Spieler und Trainer († 1982)
- 17. Dezember: Thomas Pleisch, Schweizer Eishockeyspieler († 1936)
- 17. Dezember: Emilio Villoresi, italienischer Automobilrennfahrer († 1939)
- 18. Dezember: Ray Meyer, US-amerikanischer Basketballtrainer († 2006)
- 19. Dezember: Kitty ter Braake, niederländische Leichtathletin († 1991)
- 20. Dezember: Ernst Ihbe, deutscher Radrennfahrer († 1992)
- 22. Dezember: Giorgio Oberweger, italienischer Leichtathlet und Sportfunktionär († 1998)
- 24. Dezember: Yokoyama Takashi, japanischer Schwimmer († 1945)
- 25. Dezember: Arvid Emanuelsson, schwedischer Fußballspieler († 1980)
- 26. Dezember: Rudolf Karsch, deutscher Radrennfahrer († 1950)
- 27. Dezember: Karl Dröse, deutscher Hockeyspieler († 1996)
- 31. Dezember: Amado Azar, argentinischer Boxer († 1971)
- 31. Dezember: Vít Fousek senior, tschechoslowakischer Skiläufer († 1990)
- 31. Dezember: George Giles, neuseeländischer Radrennfahrer († 1973)

### Datum unbekannt
- Necdet Cici, türkischer Fußballspieler und -trainer († 1995)
- Renato Magi, italienischer Motorradrennfahrer († 1951)
- Jean Mercier, französischer Tischtennisfunktionär († 1997)

## Gestorben
- 23. Januar: Frederick Holman, britischer Schwimmer, Weltrekordhalter und Olympiasieger (* 1885)

- 10. Februar: Konstantinos Tsiklitiras, griechischer Leichtathlet und Olympiasieger (* 1888)
- 28. Februar: Leaf Daniell, britischer Degenfechter (* 1877)
- 28. Februar: George Finnegan, US-amerikanischer Boxer (* 1881)

- 16. März: Friedrich Lüthi, Schweizer Sportschütze (* 1850)

- 21. April: Charles Newton Robinson, britischer Fechter (* 1853)
- 24. Mai: Otto Dumke, deutscher Fußballspieler (* 1887)
- 28. Mai: Bruno Götze, deutscher Radsportler (* 1862)

- 10. Juni: Franz Seidl, österreichischer Rad- und Automobilrennfahrer sowie Flugpionier (* 1879)
- 12. Juni: Andrew Drew, US-amerikanischer Tennisspieler (* 1885)
- 30. Juni: Alphonse Kirchhoffer, französischer Fechter (* 1873)

- 10. Juli: Otto Thiel, deutscher Fußballspieler (* 1891)

- 11. August: Imre Kiss, ungarischer Stabhochspringer (* 1879)

- 05. September: Willi Fick, deutscher Fußballspieler (* 1891)
- 11. September: Julius Perlis, österreichischer Schachmeister (* 1880)

- 03. Oktober: Nathaniel Semple, US-amerikanischer Tennisspieler (* 1876)
- 15. Oktober: Walter Rutherford, britischer Golfspieler (* 1857)
- 16. Oktober: Ralph Rose, US-amerikanischer Leichtathlet (* 1885)
- 18. Oktober: Jarl Hulldén, finnischer Segler (* 1885)
- 20. Oktober: William Clark, US-amerikanischer Bogenschütze (* 1842)
- 22. Oktober: John Taylor, britischer Schwimmer (* 1884)

- 08. Dezember: Camille Jenatzy, belgischer Automobilrennfahrer und Konstrukteur (* 1868)

- Evangelos Gerakakis, griechischer Leichtathlet (* 1871)